# Salvador Pániker
Salvador Pániker Alemany (Barcelona, 1 de marzo de 1927-ibidem, 1 de abril de 2017) fue un ingeniero, filósofo y escritor español.

## Biografía
De padre indio y madre catalana, y hermano del también filósofo Raimon Panikkar (Raimundo Pániker), cursó el bachillerato en un colegio de jesuitas y se doctoró en filosofía y en ingeniería. Enseñó filosofía oriental en la Universidad de Barcelona y fundó y dirigió la editorial Kairós. También fue presidente honorario de la asociación Derecho a Morir Dignamente de España y fue elegido diputado por la provincia de Barcelona en las elecciones generales de España de 1977, dentro de la lista de Unión de Centro Democrático. Pero al poco tiempo renunció y dejó su escaño a Juan de Dios Ramírez Heredia, primer diputado de etnia gitana.
Con la Editorial Kairós, que ha sobrepasado el medio siglo de existencia, Pániker trató de conciliar sus dos genealogías –oriente y occidente– y sus dos vocaciones intelectuales —ciencias y letras—. La creó en 1964 con la que entonces era su esposa, la dibujante y novelista Núria Pompeia. Partidario de una educación multicultural, su idea fue que todo lector de Kairós acabe siendo el maestro de sí mismo. Actualmente la dirige su hijo Agustín Pániker.
Pániker creó el concepto filosófico de "retroprogresión", que defiende la necesidad de avanzar simultáneamente hacia la secularización  racionalista y hacia el origen místico. Ser a la vez adultos y niños. Una conciliación sui géneris entre pragmatismo filosófico y no-dualidad advaita. Otro leitmotiv de sus escritos fue la descripción y defensa de la “era del hibridismo”. Religión a la carta: solo en una sociedad laica puede prosperar espontáneamente la genuina trascendencia. Para él, sensibilidad mística  y sensibilidad estética –especialmente para la música— inciden. Se puede, y se debe, vivir sin valores absolutos. En cuanto aparecen las palabras con mayúsculas, comienzan los crímenes. Pániker se declaró esencialmente antimesiánico, con clara influencia taoísta. La libertad y el bien no se imponen, se contagian. El ego es una aberración evolutiva que deberá ser superada. Todas estas ideas vienen expuestas tanto en sus libros propiamente filosóficos como en su obra memorialista y diarística.
Sobre su estilo literario se ha escrito que es lacónico, seco y parco en metáforas, pero brillante. Iván Tubau le adjetiva como “hondo, lúcido y cool, cálido donde hay que serlo e implacable sin perder los estribos”. Partidario de las aproximaciones híbridas e interdisciplinarias a los diferentes problemas humanos, Pániker ha bebido tanto de las fuentes orientales como de la ciencia moderna en sus conceptos filosóficos. Algunos le consideran un pensador vitalista, aunque él comienza por asumir todo el nihilismo de la postmodernidad. Precisamente su filosofía es una respuesta a ese nihilismo, y apunta a lo que él llama “el arte de tenerse en pie en la era de la complejidad y la incertidumbre”.
Pániker recibió el Premio Internacional de Prensa y el premio "Godó Lallana". Fue miembro honorario del Círculo de Venezuela. Algunos de sus libros más destacados son: Los signos y las cosas, La dificultad de ser español, Conversaciones en Cataluña, Conversaciones en Madrid  (best seller), Aproximación al origen, Ensayos retroprogresivos, Filosofía y mística, así como la serie de libros autobiográficos Primer testamento, Segunda memoria, Cuaderno amarillo (best seller), Variaciones 95, Diario de otoño. En el año 2008 aparece Asimetrías, subtitulado “Apuntes para sobrevivir en la era de la incertidumbre”, y que es, en cierto modo, una recapitulación de su obra filosófica más reciente. En 2013 publica Diario de otoño, que habrá de continuar en 2015 con Diario del anciano averiado. Falleció en Barcelona el 1 de abril de 2017 a los 90 años de edad.

## Obras
- A propósito de Sartre, la fe y los dioses (1965)
- Los signos y las cosas (1969)
- Cibernética y budismo Zen (1971)
- La dificultad de ser español (1979)
- Aproximación al origen (1982)
- Conversaciones en Cataluña (1966)
- Conversaciones en Madrid (1969)
- Primer testamento (1985)
- Ensayos retroprogresivos (1987)
- Segunda memoria (1988)
- Filosofía y mística (1992)
- Cuaderno amarillo (2000). Primera entrega de sus diarios (1993-1994)
- Variaciones 95 (2002). Segunda entrega de sus diarios (1995)
- Asimetrías (2008)
- Diario de otoño (2013). Tercera entrega de sus diarios (1996-1999)
- Diario del anciano averiado (2015). Cuarta entrega de sus diarios (2000-2004)
- Adiós a casi todo (2017). Quinta entrega de sus diarios (2005-2010)